# Contea di Seminole (Georgia)
La contea di Seminole (in inglese Seminole County) è una contea dello Stato della Georgia, negli Stati Uniti. La popolazione al censimento del 2000 era di 9 369 abitanti. Il capoluogo di contea è Donalsonville.